# Sänningstjärnen (Ljusdals socken, Hälsingland)
Sänningstjärnen är en sjö i Ljusdals kommun i Hälsingland och ingår i Ljusnans huvudavrinningsområde.